# Henry Auvray
Pour les articles homonymes, voir Auvray.
La baron Henry Auvray, né à Tours le 26 avril 1878 et mort dans cette même ville le 4 mars 1947, est un archéologue, entomologiste, dirigeant sportif et poète français.

## Biographie
Henry Auvray naît le 26 avril 1878 à Tours. Son titre de baron lui vient de son arrière-grand-père le général Louis-Marie Auvray, baron d'Empire en 1809 et préfet de la Sarthe. Également petit-fils du maire de Tours Louis René Auvray et arrière petit-fils du Dr Jean-Baptiste Nacquart, médecin de Balzac, il est le cousin germain de Maurice de Fontenay.
Impliqué dans le monde du sport, il fonde le Cercle Montesquiou à Tours en 1913 et préside notamment le Comité sportif de Tours, la Société de golf de Tours, la Ligue de Tennis de Touraine, la ligue du Football Association ainsi que le Rugby Club, sports qu'il ne peut pratiquer lui-même pour des raisons de santé. Il est également vice-président de la Ligue d'athlétisme de Touraine.
Très tôt attiré par l'archéologie et l'histoire antiques, il devient membre de la Société archéologique de Touraine en 1913. Il en est vice-président de 1941 à sa mort en 1947. En janvier 1944, il est élu membre correspondant de la Société nationale des antiquaires de France. À Tours, il fouille la salle capitulaire de l'abbaye Saint-Julien, reprend les études sur l'amphithéâtre antique et l'enceinte gallo-romaine ; il profite de tous les travaux d'urbanisation dans la ville pour se livrer à des observations sur les vestiges antiques mis au jour. C'est également lui qui étudie l'agglomération antique de Mougon, à Crouzilles.
C'est également un poète qui publie deux recueils de ses poésies et un entomologiste passionné par les Coléoptères dont il constitue une importante collection.
Il est président de la section tourangelle de l'Action française.
Pendant la Seconde Guerre mondiale, il met à profit sa bonne connaissance des caves et souterrains de Tours en participant activement à l'organisation de la défense passive.
Il meurt à Tours le 4 mars 1947.

## Publications
- Publications scientifiques :
  - « Les établissements romains de Mougon », Bulletin de la Société archéologique de Touraine, t. XXVI,‎ 1936, p. 301-315 (lire en ligne).
  - « La Touraine gallo-romaine ; l'enceinte gallo-romaine », Bulletin de la Société Archéologique de Touraine, t. XXVII,‎ 1938, p. 179-204 (lire en ligne).
  - « La Touraine gallo-romaine ; l'amphithéâtre », Bulletin de la Société Archéologique de Touraine, t. XXVII,‎ 1938-1939, p. 235-250 (lire en ligne).
- Recueils de poésie :
  - Les Harpes d'ivoire, Paris, Éditions des hommes nouveaux, 1927, 74 p.
  - La Flûte d'ébène, Tours, Arrault, 1942, 96 p.

## Hommages
- Challenge Henry-Auvray

## Pour approfondir